# Apanteles niceppe
Apanteles niceppe är en stekelart som beskrevs av Nixon 1965. Apanteles niceppe ingår i släktet Apanteles och familjen bracksteklar. Inga underarter finns listade i Catalogue of Life.